# Турковунія
Турковунія (грец. Τουρκοβούνια, «Турецькі пагорби»), також відомі як Ліковунія (грец. Λυκοβούνια, «Вовчі пагорби»), які у  Antiquity називали Анхесмос (Ἀγχεσμός), — це гряда пагорбів у Attica, Греція. Назва також була запозичена для іменування  району Афін та району Кераціні.
Турковунія — це найбільша та найвища гряда пагорбів у центральній Аттиці, яка поділяє долину Аттики на східну та західну частину. Гряда формує межу між муніципалітетами Галаці (на захід та північний захід), Філотеї (на північ) та Психіко (на північний схід), а південна частина гряди належить до муніципалітету Афіни.
Стародавня назва Анхесмос походить від гострих вершин пагорбів, а сучасна назва Турковунія, ймовірно, походить або від турецького цвинтаря, що існував там під час османської окупації Греції, або тому, що військо Омар Паши стояло там табором у останні роки грецької війни за незалежність. Наприкінці 19 ст. пагорби були схованкою сумнозвісної бригади Каракаса. У часи режиму полковників (1967—1974), на пагорбах планували збудувати величезну церкву Спасителя, як «Національний вотивний предмет», але цей проект не був реалізований.
У стародавні часи, грецький бог Зевс мав епітет, який походив від Анхесмос: Зевс Анхесміус (дав.-гр. Ἀγχέσμιος), а на самих пагорбах стояла статуя Зевса.
Сьогодні на пагорбах розташовані Аттичний ліс, Молодіжний центр Галаці та монастир святого Іллі, а на схилах розташовані квартали Галаці Полігоно та Панорама Галаціу.